# Coralliope
Coralliope is een geslacht van kreeftachtigen uit de klasse van de Malacostraca (hogere kreeftachtigen).

## Soorten
- Coralliope armstrongi (Garth, 1948)
- Coralliope parvula (A. Milne-Edwards, 1869)